# Wiktorija Ruslanowna Demidowa
Wiktorija Ruslanowna Demidowa (auch Victoria Demidova, russisch Виктория Руслановна Демидова, wiss. Transliteration Viktorija Ruslanovna Demidova; * 9. November 2005) ist eine russische Volleyballspielerin.

## Karriere
Demidova begann ihre Karriere 2019 bei VK Lutsch Moskau. In der Saison 2020/21 spielte sie bei VK Lipezk. Danach wechselte sie zu VK Saretschje Odinzowo. In der Saison 2023/24 war die Außenangreiferin beim türkischen Verein Beşiktaş Istanbul aktiv. 2024 wurde sie vom deutschen Bundesligisten Dresdner SC verpflichtet.